# Je veux
Je veux – singel promujący debiutancką płytę francuskiej piosenkarki Zaz (Isabelle Gefroy). Oficjalna premiera singla miała miejsce we Francji 10 maja 2010 roku. Tekst piosenki napisany został przez Tryss i Kerredine Soltani, który wraz z Albanem Sautour zajął się jej produkcją.